# آدامز مورگان
آدامز مورگان (به انگلیسی: Adams Morgan) یک محله در ایالات متحده آمریکا است که در واشینگتن، دی.سی. واقع شده‌است.

## خصوصیات
ادامز مورگان ۱۵٬۸۳۰ نفر جمعیت دارد.

## نگارخانه

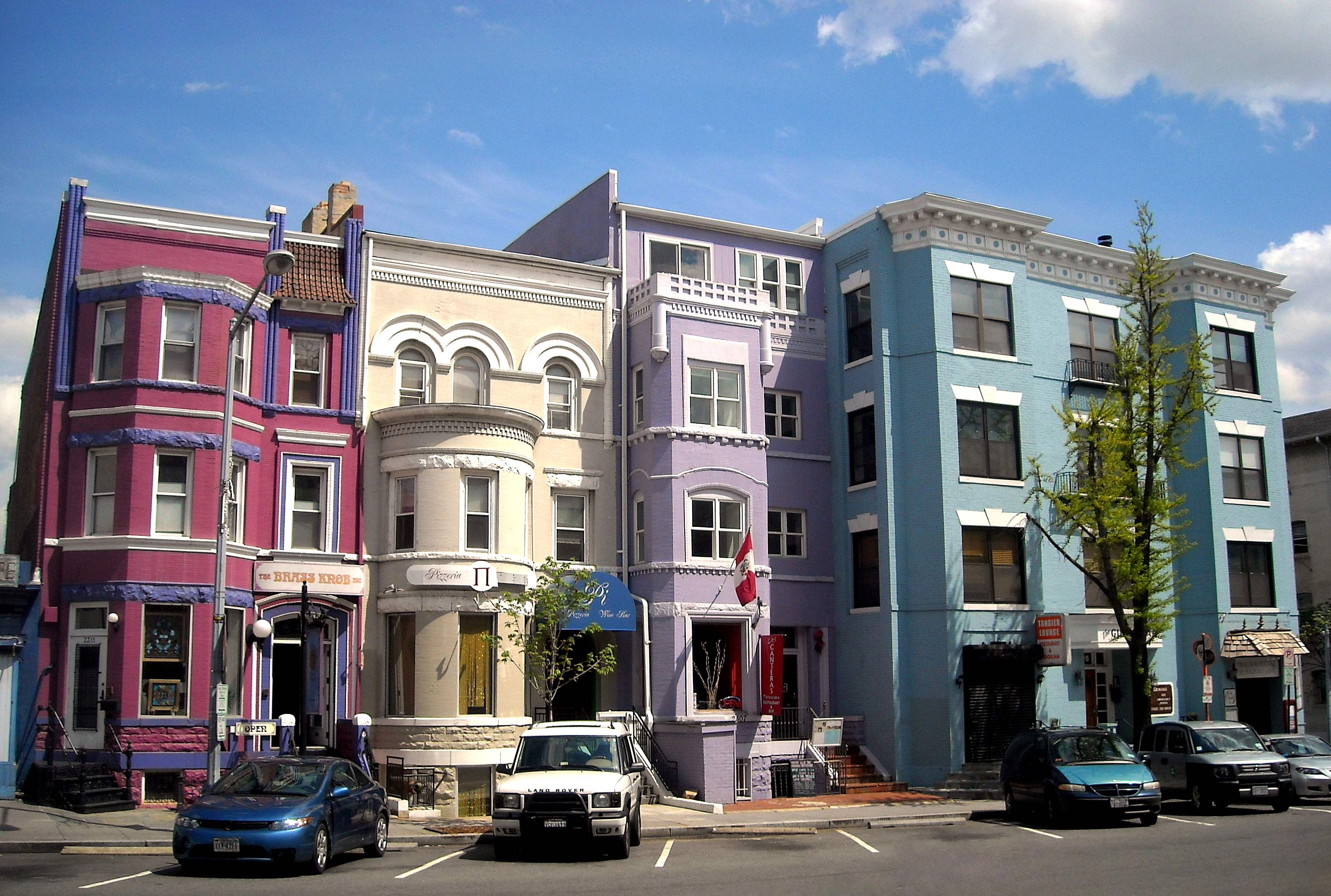
Historic commercial buildings located along 18th Street NW in Adams Morgan
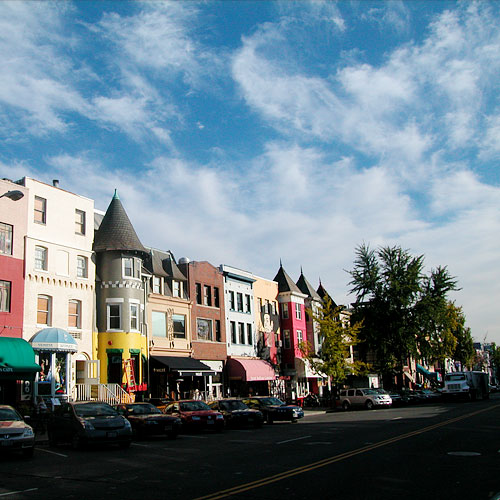
Colorful buildings in Adams Morgan